# Marquesado de Salamanca
El marquesado de Salamanca es un título nobiliario español creado por la reina Isabel II de España por el Real decreto de 9 de octubre de 1863, y el subsiguiente Real Despacho de 30 de septiembre de 1866 a favor de don José de Salamanca y Mayol, I conde de los Llanos con dignidad de grande de España, Ministro de Hacienda y senador de España. Su nombre se refiere al apellido familiar.

## Marqueses de Salamanca
|                                  | Titular                                        | Periodo                          |                                  |
| Creación por Isabel II de España | Creación por Isabel II de España               | Creación por Isabel II de España | Creación por Isabel II de España |
| -------------------------------- | ---------------------------------------------- | -------------------------------- | -------------------------------- |
| I                                | José de Salamanca y Mayol                      | 1866-1883                        |                                  |
| II                               | Fernando de Salamanca y Livermore              | 1883-1904                        |                                  |
| III                              | Luis de Salamanca y Hurtado de Zaldívar        | 1905-1954                        |                                  |
| IV                               | Carlos de Salamanca y Hurtado de Zaldívar      | 1955-1975                        |                                  |
| V                                | María de Salamanca y Caro                      | 1975-1979                        |                                  |
| VI                               | Olavio Egidio Monteiro de Carvalho y Salamanca | 1979-2022                        |                                  |

## Historia

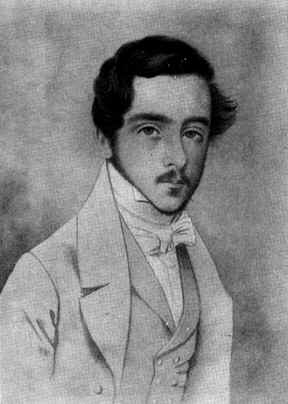
José de Salamanca y Mayol

- José de Salamanca y Mayol (1811-1883), I marqués de Salamanca y I conde de los Llanos.

Se casó en 1835 con Petronila Livermore y Salas (1811-1866). Les sucedió su hijo.
- Fernando de Salamanca y Livermore (1836-22 de julio de 1904), II marqués de Salamanca y II conde de los Llanos.[3]

Se casó en 1868 con María del Carmen Hurtado de Zaldívar y Heredia, II vizcondesa de Bahía Honda de la Real Fidelidad. Les sucedió su hijo.
- Luis de Salamanca y Hurtado de Zaldívar (1884-30 de septiembre de 1954),[4] III marqués de Salamanca y IV conde de los Llanos.[3]

Se casó con María Julia Martínez de la Hoz y Acevedo. Le sucedió su hermano.
- Carlos Andrés de Salamanca y Hurtado de Zaldívar (1887-Marbella, 27 de agosto de 1975),[3] IV marqués de Salamanca, V conde de los Llanos y III vizconde de Bahía Honda de la Real Fidelidad.

Se casó en primeras nupcias el 5 de noviembre de 1919 con Isabel Caro y Guillamas (1887-26 de enero de 1929) y en segundas con Margarita Varela Martorell. Le sucedió su hija del primer matrimonio.
- María Lourdes de Salamanca y Caro (1920-23 de marzo de 2004), V marquesa de Salamanca y VI condesa de los Llanos.[3]

Se casó, el 29 de diciembre de  1938, con el brasileño Alberto Monteiro de Carvalho (m. 18 de julio de 1946). Contrajo segundas nupcias el 1 de septiembre de 1952, con el conde Johann Heinrich Larisch von Mönnich. En 1979, distribuyó el marquesado de Salamanca a favor de su hijo mayor, que heredaría el condado de los Llanos a la muerte de su madre.
- Olavio Egidio Monteiro de Carvalho y Salamanca (Río de Janeiro, 24 de febrero de 1941-Río de Janeiro, 20 de octubre de 2022),[7] VI marqués de Salamanca y VII conde de los Llanos.[3]

Casado el 29 de abril de 1970 con Elizabeth Anne Sales Halley, padres de  Isabella, María, Ana y Julia Monteiro de Carvalho y Sales.